# Очиток испанский
Очиток испанский (лат. Sedum hispanicum) — вид декоративных почвопокровных растений рода Очиток (Sedum) семейства Толстянковые (Crassulaceae).

## Название
Родовое латинское название Sedum происходит от лат. sedare, что означает «усмирять» (сочные листья обладают свойствами болеутоляющего средства при обработке ран) или sedere – сидеть (многие виды распространены по поверхности земли). Русское название рода «Очиток» заимствовано из украинского языка и происходит от украинского слова «очисток», так как растение применяется в качестве лечебного очищающего средства.
Видовой латинский эпитет hispanicum (hispanicus) происходит от лат. Hispania — «Испания»; испанский. Согласно данным сайта Plants of the World Online на 2024 год, этот вид не произрастает в Испании.

## Ботаническое описание
Однолетнее травянистое растение, поликарпик, характеризуется наличием хохлатых стеблей, которые могут быть голыми или покрытыми рассеянными железистыми волосами. Стебли бывают прямостоячими или восходящими, простыми или сильно разветвленными, иногда с железистыми волосками. Розеток на стеблях не образуется. Листья расположены очередно и восходяще, сидячие; их форма может варьироваться от линейной до продолговатой, с полукруглой или ± пластинчатой пластинкой размером 4-20 × 1-2 мм. Основание листа без шпоры, не шероховатое, вершина тупая; при старении приобретают розоватый оттенок.

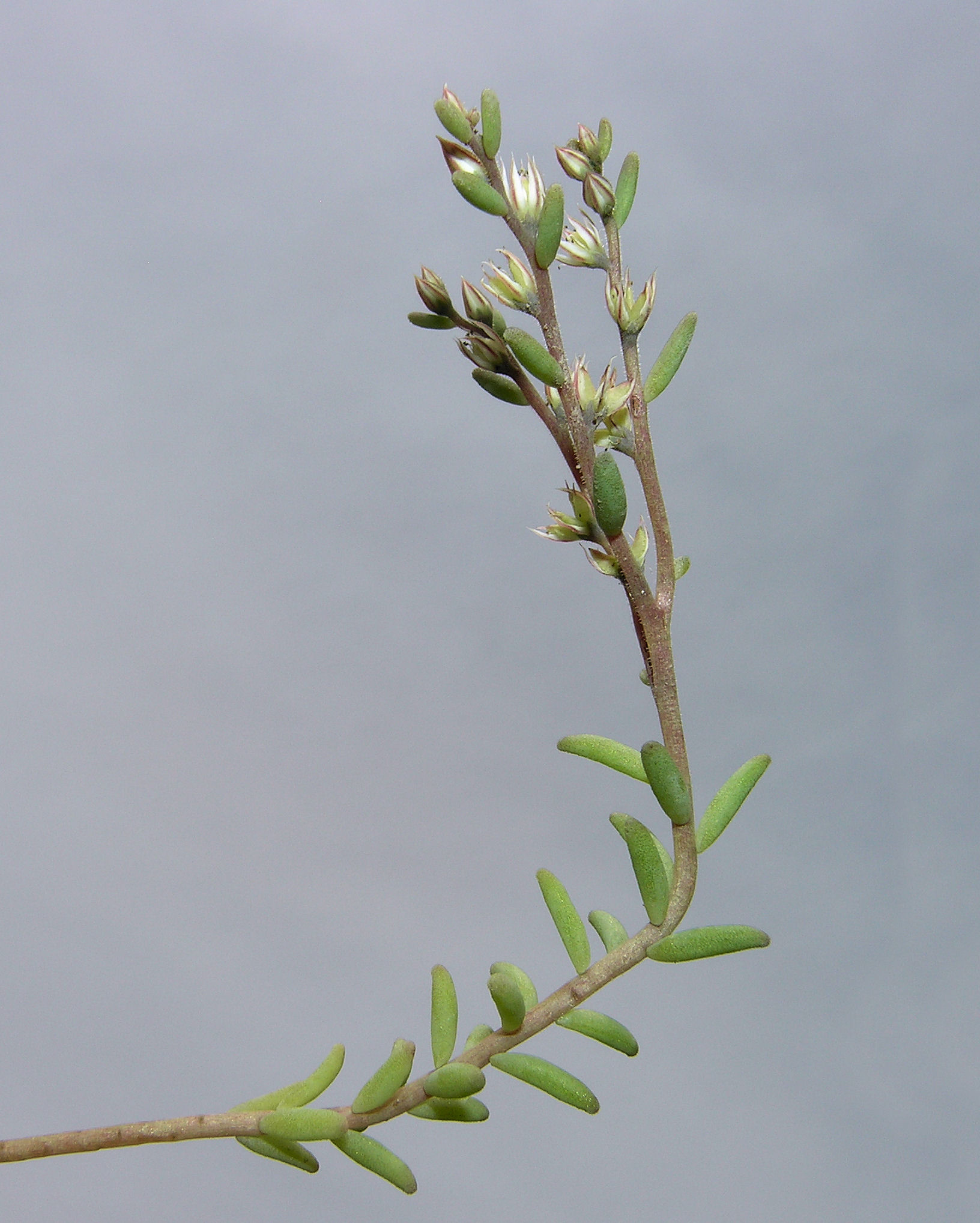
Соцветие

Цветоносы немногочисленные, могут быть раскидистыми или прямостоячими, простые, высотой 5-15 см, голыми или с рассеянными железистыми волосками. Цветки собраны в соцветия, которые могут быть от рыхлых до плотных кистей с 2-8 цветками. Цветки белые, 5-9-членные. Плодолистики звездчато-раскидистые, сросшиеся у основания, белые или бледно-розовые. Растение начинает вегетацию в конце апреля, цветет с конца июня до начала августа, а плодоносит в августе.
Число хромосом 2n = 40.

## Распространение и экология
Ареал обитания этого вида включает следующие территории: Албания, Австрия, Болгария, Греция, Венгрия, Иран, Ирак, Италия, Ливан, Сирия, Оман, Палестина, Румыния, Саудовская Аравия, Швейцария, Закавказье, Турция, Туркменистан, Украина, Йемен и страны бывшей Югославии.
Этот вид был интродуцирован в Страны Балтии, Чехию, Словакию, Финляндию, Германию, Великобританию, Японию, Норвегию, Швецию, а также в некоторые штаты США, провинции Канады и Южно-европейскую часть России. Очиток испанский был внесен в экосистему Северной Америки в 1880 году.

## Таксономия

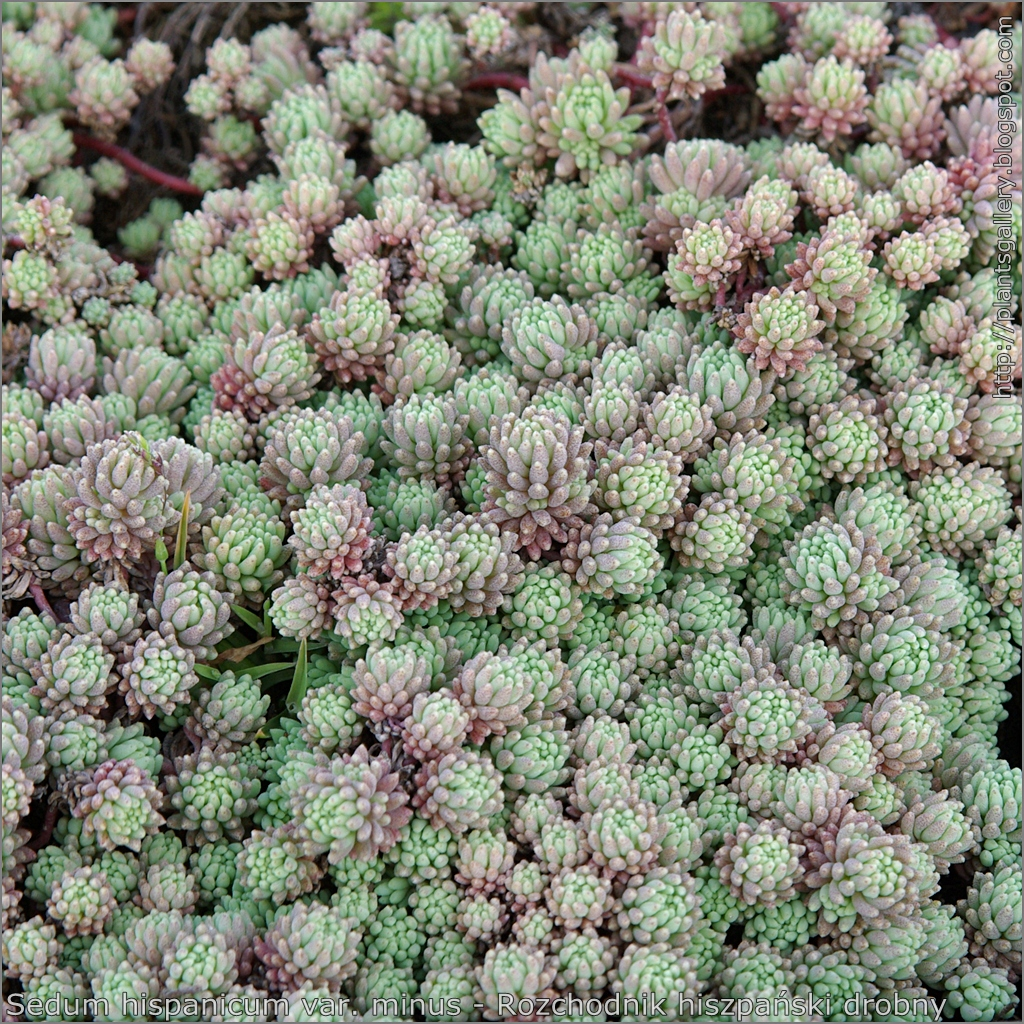
Sedum hispanicum var. minus

Sedum hispanicum L., первое упоминание в Cent. Pl. I: 12 (1755).

### Синонимы
- Sedum andersonii G.Don
- Sedum antiquum Omelczuk & Zaver.
- Sedum aristatum Ten., nom. illeg.
- Sedum armenum Boiss. & A.Huet
- Sedum boissieri Davidov
- Sedum glaucum Waldst. & Kit., nom. illeg.
- Sedum glaucum var. leiocarpum Boiss.
- Sedum heptapetalum Fisch. ex Hornem., nom. illeg.
- Sedum hispanicum var. buxbaumii Griseb.
- Sedum hispanicum f. durabile Afferni
- Sedum hispanicum var. eriocarpum Sommier & Levier
- Sedum hispanicum var. glaucum Waldst. & Kit. ex Niederle
- Sedum hispanicum var. leiocarpum Sommier & Levier
- Sedum hispanicum var. minus Praeger
- Sedum hispanicum var. planifolium D.F.Chamb.
- Sedum hispanicum var. semiglabrum Fröd.
- Sedum hungaricum Poir.
- Sedum longibracteatum Fröd.
- Sedum orientale Boiss.
- Sedum pallidum Ten., nom. illeg.
- Sedum pseudohispanicum Strobl
- Sedum puberulum DC.
- Sedum sexfidum M.Bieb.
- Sedum whitmannii Mast., orth. var.
- Sedum wightmannianum Mast.
- Sedum witmannii Mast.